# Casper/Natrona County International Airport

i7
i11
i13
Der Casper/Natrona County International Airport ist ein Verkehrsflughafen im US-Bundesstaat Wyoming. Er liegt zwölf Kilometer westlich der Stadt Casper. 

## Geschichte
Die Casper Army Air Base wurde nach dem Eintritt der Vereinigten Staaten in den Zweiten Weltkrieg am 1. September 1942 eröffnet. Die Basis wurde am 7. März 1945 geräumt und 1949 als Natrona County Municipal Airport dem Natrona County übertragen. Im Dezember 2007 erhielt der Flughafen seinen heutigen Namen.

## Fluggesellschaften und Ziele
Derzeit gibt es am Casper/Natrona County International Airport Linienflüge zu Zielen innerhalb der Vereinigten Staaten.

## Zwischenfälle
- Am 13. November 1944 wurde eine Douglas DC-3/C-47-DL der United States Army Air Forces (USAAF) (Luftfahrzeugkennzeichen 41-7834) kurz nach dem Start vom Casper Army Airfield 5 Kilometer nordwestlich davon in einer Rechtskurve ins Gelände geflogen. Bei diesem CFIT (Controlled flight into terrain) wurden alle 11 Insassen getötet, zwei Besatzungsmitglieder und 9 Passagiere.[5]